# Geminidi
Le Geminidi sono uno sciame meteorico annuale causato dall'asteroide 3200 Phaethon. Sono attive dal 3 al 19 dicembre, col picco tra il 13 e 14 dicembre; sembrano partire da un radiante situato qualche grado nord/ovest di Castore, la stella alpha della costellazione dei Gemelli; col passare dei giorni si sposta da nord/ovest verso est. La sua sigla internazionale è GEM.
Quando la Terra si trova in prossimità del nodo ascendente di 3200 Phaeton si possono contare circa 120 meteore ogni ora.

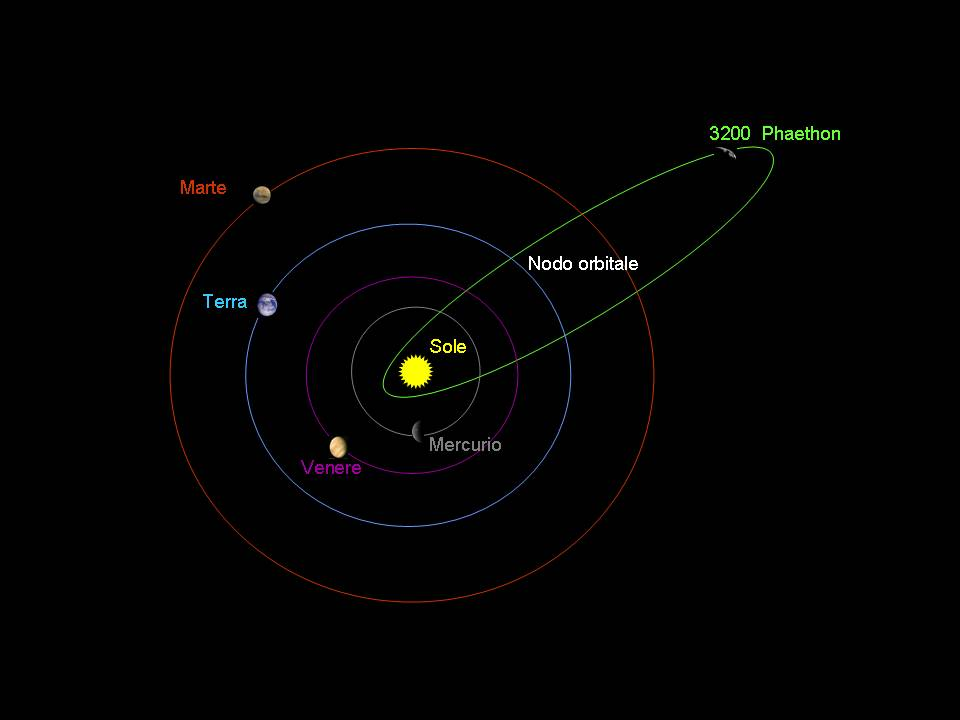
Orbita di 3200 Phaethon

La velocità d'impatto di queste meteore con l'atmosfera è relativamente lenta, circa 35 km/s, la densità varia tra 1 e 3 g/cm3; è uno sciame giovane, le cronache riportano che la prima osservazione risale al 1862 con una frequenza di 20-30 meteore all'ora.
Il corpo progenitore delle Geminidi è stato scoperto solamente nel 1983, ma curiosamente non si tratta di una cometa, ma di un asteroide che si ipotizza possa aver avuto uno scontro oltre l'orbita di Marte e si stia trascinando dietro una nuvola di frammenti e polveri.
Ultimamente però questa ipotesi è stata contestata, infatti da osservazioni fatte sembra che 3200 Phaethon (il nome dell'asteroide) si sbricioli all'avvicinarsi al Sole; quindi si tratterebbe di un asteroide roccioso o di una cometa.
La struttura è quella asteroidale ma l'orbita è quella cometaria; infatti essa è estremamente ellittica e dura 1,4 anni e passa all'interno dell'orbita terrestre, che lo porta a 0,15 AU (unità astronomiche) dal Sole, e nel dicembre 1997 passò a 0,31 AU dal nostro pianeta; all'avvicinarsi lascia una scia di una gran quantità di materiali e per questo molti astronomi sono giunti alla conclusione che si tratti di una cometa estinta e che abbia accumulato moltissime polveri e materiale roccioso da formare una crosta ma che, al di sotto di questa, persista lo stato da cometa.
Questo sciame si sta evolvendo in maniera molto rapida e probabilmente si estinguerà fra meno di un centinaio di anni.